# Christian Louboutin
Christian Louboutin (París, 7 de enero de 1964) es un diseñador de calzados y de moda francés cuyos zapatos de dama de taco alto poseen suelas pintadas con laca de color rojo que se han convertido en rasgo distintivo de la marca. Inicialmente fue un diseñador de moda independiente trabajando para casas de ropa de moda, comenzó con su propio negocio de zapatos para dama en París, y sus zapatos pronto comenzaron a ser los favoritos de clientas famosas. Se asoció con otras organizaciones para proyectos creativos incluidos la producción de series de edición limitada, exposiciones en galerías, y un bar exclusivo. Su empresa ha crecido con líneas de calzado para caballeros, bolsos, perfumes y cosméticos.

## Comienzos
Louboutin nació y se crio en el distrito 12 de París. Era el único hijo de Roger, ebanista, e Irene, ama de casa, ambos franceses, de Bretaña. Tiene tres hermanas. Louboutin dijo en una entrevista de 2012 que él era "de piel mucho más oscura que todos los demás en su familia. Sabes, sentí que no era francés. Mi familia era muy francesa, así que decidí que probablemente me habían adoptado. Pero en lugar de sintiendo que era terrible y que yo era un forastero que tenía que ir a buscar a mi verdadera familia, inventé mi propia historia, llena de personajes de Egipto porque estaba muy metido en los faraones ". Incidentalmente descubrió, luego de una revelación por una de sus hermanas en 2014 que su padre biológico era en realidad un egipcio, con quien su madre Irene había tenido una aventura secreta.
Louboutin fue expulsado de la escuela tres veces y luego decidió huir de casa a la edad de 12 años, momento en el cual su madre le permitió mudarse para vivir en la casa de un amigo. Se enfrentó a mucha oposición cuando decidió abandonar la escuela. Sin embargo, afirma que lo que lo ayudó a tomar una decisión fue una entrevista en televisión con Sophia Loren, en la que presentó a su hermana, diciendo que tuvo que dejar la escuela cuando solo tenía 12 años, pero cuando cumplió 50, obtuvo su título. . Más tarde comentó: "¡Todos aplaudieron! Y yo pensé: 'Bueno, ¡al menos si me arrepiento voy a ser como la hermana de Sophia Loren!'"
Cuando era preadolescente, formó parte de la "Bande du Palace", un grupo de adolescentes y preadolescentes fiesteros que incluían a Eva Ionesco, quien formaba parte del conocido club nocturno parisino Le Palace.

## Carrera
Louboutin comenzó a dibujar zapatos en su adolescencia, ignorando sus estudios académicos. Pasando por una fase punk, participó en algunas películas, entre ellas el clásico de culto de 1979 Race d'ep y The Homosexual Century, que atrajo al público inglés. Su primer trabajo fue en el Folies Bergères, el cabaret en el que ayudaba a los artistas entre bastidores. También fue un fijo en la escena de las fiestas de la ciudad junto a Mick Jagger y Andy Warhol.
Su escasa formación formal incluyó el dibujo y las artes decorativas en la Académie d'Art Roederer. Louboutin dice que su fascinación por los zapatos comenzó en 1976, cuando visitó el Musée national des Arts d'Afrique et d'Océanie en la avenida Daumesnil. Allí vio un cartel africano que prohibía a las mujeres que llevaban tacones de aguja afilados entrar en un edificio por miedo a dañar el extenso suelo de madera. Esta imagen se quedó en su mente, y más tarde utilizó esta idea en sus diseños. "Quería desafiar eso", dice Louboutin. "Quería crear algo que rompiera las reglas y que hiciera que las mujeres se sintieran seguras y empoderadas".
Fascinado por las culturas del mundo, se escapó en su adolescencia a Egipto y pasó un año en la India. Louboutin regresó a París en 1981, donde reunió una cartera de dibujos de elaborados zapatos de tacón. Lo llevó a las principales casas de alta costura. El esfuerzo se tradujo en un empleo en Charles Jourdan. Posteriormente, Louboutin conoció a Roger Vivier, que afirma haber inventado el stiletto, o zapato de tacón de aguja. Louboutin se convirtió en aprendiz en el taller de Vivier.
Como diseñador independiente, Louboutin diseñó zapatos de mujer para Chanel, Yves Saint Laurent y Maud Frizon. A finales de la década de 1980, se apartó de la moda para dedicarse a la jardinería y colaborar con Vogue, pero echaba de menos trabajar con zapatos y creó su empresa en 1991.
Con fondos de dos patrocinadores, abrió un salón de zapatos en París en 1991, con la Princesa Carolina de Mónaco como primera clienta. Un día, cuando un periodista de moda estaba presente, la Princesa hizo un cumplido de la tienda, y la posterior publicación de los comentarios del periodista contribuyó en gran medida a aumentar el renombre de Louboutin. Le siguieron clientes como Diane von Fürstenberg y Catherine Deneuve. Más tarde, entre las interesadas en sus tacones de aguja han estado Christina Aguilera, Shirley Coates, Joan Collins, Jennifer López, Madonna, Tina Turner, Marion Cotillard, Nicki Minaj, Gwyneth Paltrow y Blake Lively. Sarah Jessica Parker llevó un par de zapatos de Louboutin para su boda. Britney Spears lleva un par de Louboutins de tacón alto en su vídeo musical "If U Seek Amy" que no estuvieron a la venta hasta un mes después del estreno del vídeo.
Louboutin lleva tres años encabezando el Índice de Estado de las Marcas de Lujo (LBSI) que elabora anualmente; las propuestas de la marca fueron declaradas el calzado femenino más prestigioso en 2007, 2008 y 2009. En 2011, Louboutin se convirtió en la marca de zapatos más buscada en Internet.
El Consejo de Costura del Museo del Instituto Tecnológico de la Moda honrará a Louboutin con su Premio del Consejo de Costura 2019 al Arte de la Moda en la ciudad de Nueva York el 4 de septiembre de 2019.
En febrero de 2020, Christian Louboutin organizó una exposición en París para celebrar el 30.º aniversario de Christian Louboutin Ltd.

## Vida personal
El arquitecto paisajista Louis Benech es su compañero desde 1997. Louboutin y su pareja pasan el tiempo entre sus casas en el I Distrito de París, una casa de pescadores en Lisboa, Portugal, una casa en Melides (Portugal), una casa en Comporta (Portugal), un palacio en Alepo, una casa flotante en el Nilo bautizada como Dahabibi-mi barco del amor, y una casa en Luxor. El domicilio de Luxor es un antiguo taller de artesanos, hecho de ladrillos de tierra, al que ha añadido una planta adicional y un mirador en el tejado. Además comparte un castillo del siglo XIII en Vendée con su socio Bruno Chamberlain.

## Zapatos

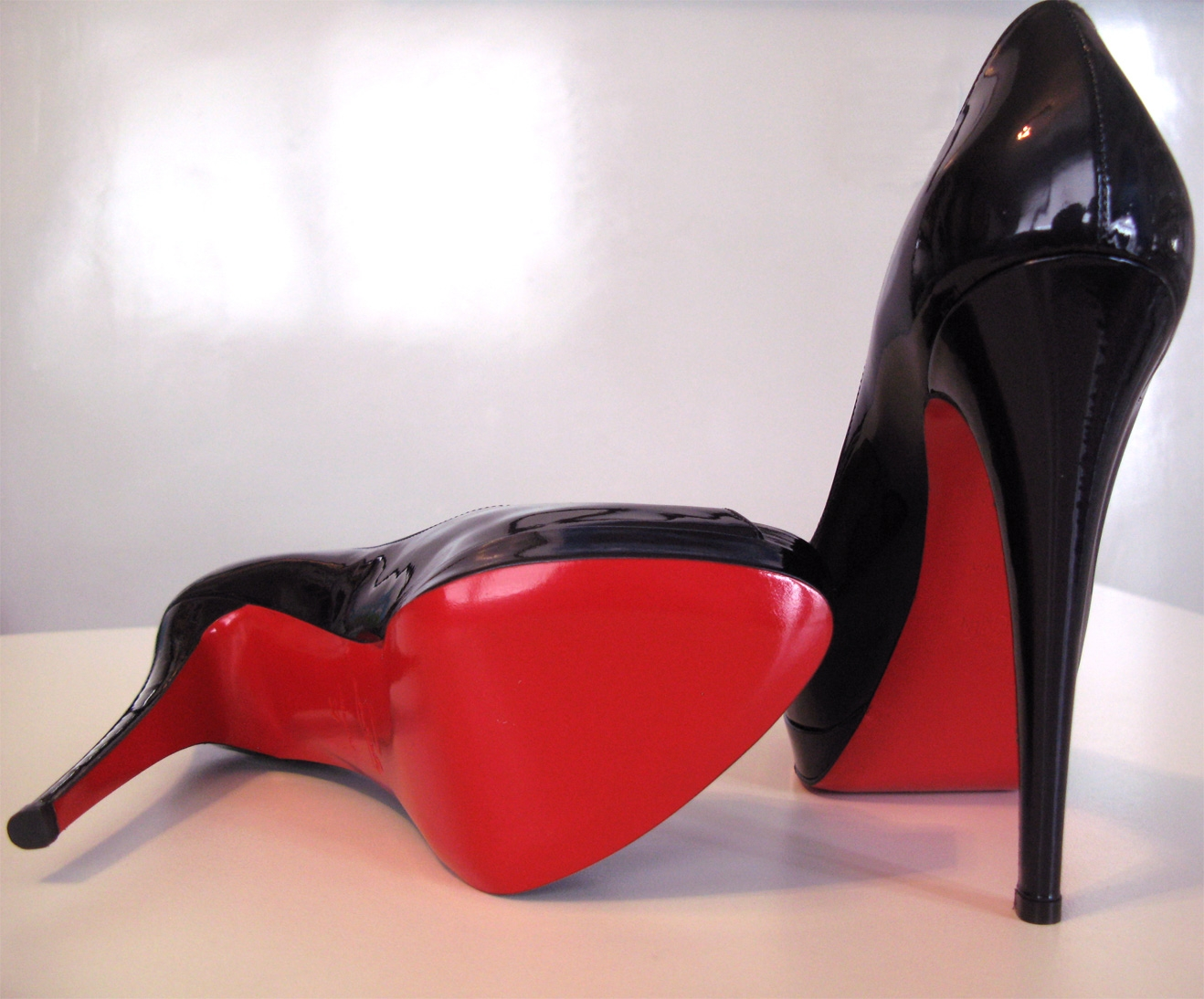
Un ejemplo de los emblemáticos zapatos tacones aguja con suela roja de Louboutin.

Louboutin contribuyó a que los tacones de aguja volvieran a estar de moda en las décadas de 1990 y 2000, diseñando docenas de modelos con tacones de 120 mm (4.72 pulgadas) o más. El objetivo declarado del diseñador ha sido "hacer que una mujer parezca sexy, hermosa, que sus piernas parezcan tan largas como pueda". Aunque ofrece algunos estilos de tacón más bajo, Louboutin se asocia generalmente con sus diseños de trajes de noche más elegantes que incorporan correas con joyas, lazos, plumas, charol, suelas rojas y otros toques decorativos similares. Se le conoce sobre todo por las suelas de cuero rojo de sus zapatos de tacón.
Sus emblemáticas suelas rojas se crearon por primera vez en 1993. "Mis bocetos no se lucían exactamente como los había diseñado y no entendía por qué. El boceto bidimensional era muy potente sobre el papel, pero cuando se convertía en un objeto tridimensional, le faltaba algo de energía. Frustrado después de haber probado diferentes cosas para animar el diseño, cogí espontáneamente el esmalte de uñas rojo de mi ayudante y pinté la suela. Al instante supe que sería un éxito".
El código de color del fondo rojo de Christian Louboutin es el Pantone 18-1663 TPX.
Su mayor cliente es la novelista estadounidense Danielle Steel, que tiene fama de poseer más de 6000 pares y se sabe que ha comprado hasta 80 pares a la vez en sus tiendas.

### Litigios sobre marca
La suela roja está protegida como marca en varios países, y se han producido litigios en varias disputas en las que Louboutin reclamaba la violación de sus derechos. Por lo general, los litigios también incluían la discusión sobre la validez o el alcance de la protección de la marca.

#### Bélgica - Louboutin vs. Dr. Adams Footwear
En 2013, Louboutin presentó una demanda por infracción de la marca Benelux contra Dr. Adams. Sin embargo, el Tribunal de Primera Instancia de Bruselas declaró inválida la marca. Esta decisión fue anulada por el Tribunal de Apelación de Bruselas, que prohibió la venta de zapatos con suela roja por parte del Dr. Adams.

#### Francia - Louboutin vs. Zara
En Francia, en primera instancia se consideró que la marca Louboutin era válida, pero que no era infringida por Zara. Sin embargo, el Tribunal de Apelación consideró inválida la marca francesa. Esta última decisión fue confirmada por la Corte de Casación de Francia en 2012.

#### Holanda – Louboutin vs. Van Haren
En 2012, en Holanda, Louboutin inició un litigio, basado también en la marca Benelux, contra el minorista de calzado Van Haren, para que dejara de vender el zapato de suela roja "5th Avenue by Halle Berry". El Tribunal de Distrito de La Haya propuso en 2015 plantear al Tribunal de Justicia de la Unión Europea las cuestiones preliminares que consideraba necesarias para determinar la validez de la marca. En junio de 2018, el Tribunal de Justicia de la Unión Europea dictaminó que una marca de un color para colocar en una suela podía ser válida. Basándose en esta decisión, el Tribunal de La Haya decidió que la marca era válida y que Van Haren estaba infringiendo.

#### Estados Unidos – Christian Louboutin vs. Yves Saint Laurent
En 2011, la empresa Christian Louboutin presentó una demanda por infracción de marca de sus zapatos de suela roja contra el diseñador Yves Saint Laurent. La firma esperaba que el diseño del zapato de YSL fuera revocado y pidió un millón de dólares como resarcimiento por daños y perjuicios. Sin embargo, en agosto de 2011, el juez de distrito de Estados Unidos Victor Marrero denegó la petición de la firma de detener la venta de zapatos de mujer con suela roja de Yves Saint Laurent. El juez cuestionó la validez de la marca, escribiendo: "La reclamación de Louboutin arrojaría una nube roja sobre toda la industria, coartando lo que hacen otros diseñadores, mientras que permite a Louboutin pintar con toda la paleta". En su decisión de treinta y dos páginas, el juez Marrero comparó a los diseñadores de moda con los pintores y señaló cómo la creatividad de ambos depende del uso del color como "medio indispensable" que "desempeña un papel único". El Tribunal observó que: "La ley no debe tolerar restricciones que interfieran con la creatividad y ahoguen la competencia de un diseñador, mientras se concede a otro un monopolio investido del derecho a excluir el uso de un medio ornamental o funcional necesario para la expresión artística más libre y productiva de todos los que participan en la misma empresa". La empresa de joyería Tiffany & Co., que tiene su caja azul como marca, presentó un escrito de amicus curiae en apoyo del derecho a registrar un color. En septiembre de 2012, el tribunal dictaminó finalmente que Louboutin conserva el derecho exclusivo a utilizar el color rojo en la suela de sus zapatos siempre que la parte exterior del zapato sea de cualquier otro color que no sea el rojo, mientras que Yves Saint Laurent puede seguir vendiendo sus zapatos con suela roja siempre que todo el zapato sea rojo. El zapato monocromático de YSL -parte superior roja, suela roja- sobre el que se había interpuesto originalmente la demanda y contra el que Louboutin había intentado, sin éxito, obtener una orden judicial preliminar, no infringirá, por tanto, la marca recortada.

#### Suiza – Christian Louboutin vs. Instituto Federal Suizo de la Propiedad Intelectual (IGE)
El Instituto Federal Suizo de la Propiedad Intelectual rechazó la extensión de la marca Louboutin a Suiza en 2011, por considerarla inválida. El Tribunal Supremo Federal de Suiza confirmó la invalidez de la marca en Suiza en febrero de 2017.

## Facturación y precios
En su primer año de actividad, Louboutin vendió 200 pares de zapatos. En 2012, vendía 700 000 al año y esperaba que los ingresos crecieran a un ritmo anual del 40 %. En términos de cuota de mercado, Estados Unidos representa el 52 % de las ventas de Louboutin; Europa, Medio Oriente y Rusia, el 30%; y Asia, el 18%. El 95 % de los 300 millones de dólares de ingresos anuales de la empresa proceden del calzado, y el resto de los bolsos y carteras. Esperan que el volumen de bolsos acabe representando el 20 % de sus ventas anuales.
Las compras al por mayor representaron en 2009 el 88 % del negocio. En el extranjero, la empresa se ha asociado con Pedder Group de Hong Kong para la distribución en sus mercados asiáticos y con Chalhoub Group de los Emiratos Árabes Unidos para su representación en Medio Oriente.
En marzo de 2012, la firma contaba con 420 empleados (denominados Ángeles de Loubi) en todo el mundo. La mayor parte del calzado se fabrica y produce en su fábrica de Milán, pero también mantiene un pequeño taller en la calle Jean-Jacques Rousseau, para clientes privados y creaciones únicas.
Los Louboutin pueden venderse a partir de $495 dólares, y los pares con incrustaciones de cristal pueden costar hasta $6000 dólares. El precio base de un par de Louboutin hecho a medida es de $4000 dólares. Si el estilo ya existe, es la etiqueta de precio estándar más el 30 %.

## Extensiones de marca
Louboutin ha dicho que en la última década le han ofrecido acuerdos de licencia para todo, desde coches y gafas hasta trajes de baño y prêt-à-porter, pero los ha rechazado porque no quiere que su nombre sea uno de los que se puedan licenciar. En 2003, su primera extensión fuera del calzado fue la introducción de su línea de bolsos y carteras.
En 2011, lanzó una colección de calzado masculino en una nueva tienda exclusiva en París. Se dieron dos explicaciones para que Louboutin iniciara una línea masculina. La primera fue la historia de una mujer francesa que le pidió que le hiciera un par de zapatos para sus pies muy grandes. Louboutin le hizo unos zapatos de la talla 13 1/2, pero ella no los compró. En cambio, se los pasó a una amiga que se los regaló a su marido. La segunda historia fue que la idea de crear una línea masculina surgió del músico Mika, que pidió a Louboutin que diseñara todos los zapatos de su espectáculo para su gira.  Una característica única que se introdujo fue el Salón del Tatuaje, en el que los clientes podían hacerse fotos digitales de su tinta y bordarlas en sus zapatos o bordar los brogues de la firma, además de seleccionar diseños de Christian Louboutin con precios a partir de unos $8000 dólares.
En 2012, Louboutin se asoció con Batallure Beauty LLC para lanzar Christian Louboutin Beauté y entrar en el mercado de la belleza de lujo. Catherine Roggero es la directora general en Nueva York de Christian Louboutin, una empresa entre Christian Louboutin SAS y Batallure Beauty. Roggero "será responsable del desarrollo del negocio de belleza de Louboutin".
El 23 de julio de 2014, Christian Louboutin Beauté lanzó una gama de lacas de uñas, estrenando en exclusiva el tono rojo característico, Rouge Louboutin, en la tienda insignia de Saks Fifth Avenue en Nueva York y en sus 15 boutiques de Estados Unidos. Para apoyar este lanzamiento, los grandes almacenes de alta gama crearon Loubiville, un escaparate de cinco ventanas. La gama se distribuyó más ampliamente el 6 de agosto de 2014 en Bergdorf Goodman, Neiman Marcus, Nordstrom y algunas boutiques de Sephora. El producto es una extensión lógica de la marca, ya que el esmalte de uñas de una asistente fue el impulsor de las suelas rojas de los zapatos. Al igual que los zapatos, el esmalte está recibiendo la atención por su provocativa forma, un largo capuchón con púas, diseñado para parecerse a un pincel de calígrafo o a una aguja.
En 2015, amplió su incursión en la belleza con una colección de barras de labios. El tubo se inspiró en la arquitectura babilónica y las antigüedades de Medio Oriente. A partir de 2017, ofrece 38 tonos, divididos en tres colecciones.
Louboutin entró en el mercado de las fragancias en 2016 con el lanzamiento de tres parfums: Bikini Questa Sera, con notas de jazmín y nardo; Tornade Blonde, con notas de rosa y cassis; y Trouble in Heaven, con notas de pachulí y ámbar. Los frascos han sido diseñados por el estudio de Thomas Heatherwick, responsable también del diseño del pebetero olímpico de 2012.

## Proyectos
En 2007, colaboró con el cineasta David Lynch en Fetish, una exposición de sus zapatos en las fotografías de Lynch como objetos esculturales eróticos que incluían zapatillas de ballet en vertical por un tacón imposible, o zapatos con tacones que sobresalían unos centímetros de la suela (taco vienés). Volvió a asociarse con Lynch y Swizz Beatz para componer la música cuando Louboutin dirigió un espectáculo en el Caballo Loco, llamado Feu, que se celebró del 5 de marzo al 31 de mayo de 2012.
Junto con Bergdorf Goodman, organizó un concurso para los estudiantes de diseño de la Parsons New School for Design que se graduaron en 2010 y 2011, animándoles a crear prendas inspiradas en las siluetas de Louboutin de las dos últimas décadas, así como en la nueva colección cápsula de la marca.
En 2012, Disney le encargó la creación de un par de zapatillas modernas inspiradas en Cenicienta, limitadas a sólo 20 unidades, para complementar el lanzamiento de Cenicienta: Diamond Edition Blu-ray Combo Pack en otoño. Louboutin también aparece en un cortometraje de 10 minutos producido por Disney llamado The Magic of the Glass Slipper: Una historia de Cenicienta, una característica adicional en el DVD Blu-ray de Cenicienta. Ese mismo año se asoció con Mattel para crear una edición limitada de la "Barbie Louboutin". La primera de la serie fue una Barbie con temática de ladrón de gatos, que se vendió por $150 dólares y se agotó el primer día.
En 2013, Louboutin fue homenajeado en el Design Exchange de Toronto con una amplia exposición con temas de coristas, fetiche, construcción y viajes.
En 2020, Louboutin creó una plataforma digitalizada de Loubi World en la que los clientes pueden crear un avatar con tecnología de reconocimiento facial y elegir una variedad de zapatos y accesorios. Louboutin diseñó el espacio virtual para que los avatares pudieran interactuar con locales y lugares de interés virtuales.
En marzo de 2021, Louboutin vendió una participación del 25 % a Exor por $643 millones.

## Tiendas
La empresa vende sus productos en unos 150 puntos de venta entre tiendas propias y tiendas de departamento, ubicadas por todo el mundo.
En la primavera de 2012, la empresa abrió su primera tienda para hombres en la ciudad de Nueva York, situada junto a su actual tienda de Horatio Street. Por su experiencia previa en su tienda de París, Louboutin afirmó que las mujeres se sienten incómodas cuando los hombres las miran fijamente mientras se prueban los zapatos, y de ahí las tiendas separadas.
La primera boutique masculina de Louboutin, Christian Louboutin Boutique Homme en la calle Jean-Jacques Rousseau de París, abrió sus puertas en el verano de 2012.
Christian Louboutin Miami se encuentra en la calle 40, en el Design District de Miami, Florida. El espacio fue diseñado por Eric Clough y 212box. Sobre un toldo de acero con forma de zapato Louboutin de perfil, con la parte inferior roja, brotan orquídeas rosas de la fachada de piedra coralina. También hay más orquídeas que sobresalen de una pared de la galería de entrada. La artista holandesa Madeleine Berkhemer ha reciclado pantimedias en una escultura multicolor que se extiende sobre el suelo de hormigón vacío, con algunos de los zapatos de la firma Louboutin colgando en la maraña de nylon superior "como insectos atrapados en una telaraña psicodélica".

## Falsificación
El propio sitio web de Louboutin vende algunos de sus productos en línea, y contiene una declaración de que es la única fuente legítima en línea con la palabra Louboutin en el nombre del dominio para hacerlo. Los zapatos Louboutin auténticos también se pueden comprar en las tiendas y en línea en varios minoristas de alta gama como Harrods, Harvey Nichols, Selfridges, Joseph, Browns, Matches, Cricket y Cruise y en línea a través de Net-a-Porter y DesignerPlug en el Reino Unido. Barneys, Saks Fifth Avenue, Neiman Marcus, Bergdorf Goodman y Nordstrom venden auténticos Louboutin en Estados Unidos. En Canadá, los zapatos Christian Louboutin están disponibles en Holt Renfrew y Davids.
En línea, se pueden encontrar zapatos Louboutin falsificados. En los últimos años, la empresa ha enviado cientos de avisos DMCA a Google para que elimine de sus resultados de búsqueda muchos sitios que venden productos falsos.
La empresa creó un sitio web independiente centrado en la protección de la marca y en el que se detallan más de 3000 sitios web que venden productos falsos, muchos de los cuales han sido cerrados.

## Controversias
En el 2017, el canal de televisión mexicano Imagen Televisión criticó a Louboutin por haber comprado bolsos de mano a los artesanos mayas en Yucatán, México por trece dólares y revenderlos a 1470 dólares.

## En la cultura popular
- El personaje de Sex and the City, Carrie Bradshaw, interpretado por Sarah Jessica Parker, llevó muchos pares de zapatos diseñados por Louboutin de la tercera a la sexta temporada, sobre todo en la tercera temporada ("Sex And Another City") con dos pares de zapatos rojos metálicos, y en el final de la cuarta temporada "I Heart NY".
- En el episodio de la cuarta temporada de Gossip Girl "It-Girl Happened One Night", se le pregunta a Serena van der Woodsen, interpretada por Blake Lively, cuál es el "zapato del momento". Ella responde diciendo "Louboutin, Bianca".
- En el espectáculo de medio tiempo del Súper Bowl del año 2016, Beyoncé utilizó unos botines Loboutin.
- En Breaking Bad, Lydia lleva con frecuencia tacones de aguja negros de Louboutin. Los ángulos de cámara se centran a menudo en los zapatos y en las suelas características, especialmente durante el episodio "Buried", cuando la llevan con los ojos vendados en una escena posterior a un tiroteo.[75][76][77]
- El sencillo de Jennifer Lopez "Louboutins" (2009) se inspiró en el calzado, y las imágenes visuales asociadas a la canción -como la carátula del álbum- muestran a una mujer con un par de tacones Louboutin con la base roja. Sobre ella, en letras rojas, están escritos el nombre del artista y la canción.
- La marca fue mencionada dos veces en la canción "Work" de Iggy Azalea.
- La marca corrupta "Labuten" aparece en el estribillo de la canción "Экспонат" de la banda rusa de ska Leningrad. El par de zapatos aparentemente falsificados puede verse en el vídeo musical[78] que se convirtió en uno de los vídeos musicales rusos más vistos en enero de 2016. Tras numerosas menciones en los medios de comunicación, los representantes de Christian Louboutin en Rusia les pidieron que dejaran de hacer referencias inapropiadas a la marca.[79]
- Cardi B alude a los emblemáticos zapatos de suela roja de Louboutin en su canción "Bodak Yellow", nominada al Grammy y certificada por la RIAA.[80]
- En su canción "7 Rings", Ariana Grande afirma que "la felicidad tiene el mismo precio que los zapatos son suela roja".
- El sencillo de Vodka Beats "Louboutin" (2019) hace una referencia destacada a los zapatos.
- En su canción "Bottom", Gucci Mane rapea: "Ella se detuvo, se quitó el abrigo, y quedó con nada más que unos Louboutins".
- La periodista Deborah Norville lució unos tacones de cuero negro de Christian Louboutin[81][82] en la edición del 7 de noviembre de 2012 de Anderson Live.[83]
- Para su interpretación de "Blank Space" en los Premios Brit de 2015, Taylor Swift llevó un par de botines negros de Christian Louboutin,[84][85][86][87] junto con una chaqueta negra estilo bléiser de KaufmanFranco colección otoño de 2014, pantalones cortos negros de satén, medias de rejilla, joyas de Lorraine Schwartz y un look clásico de labios rojos.[88]
- Para su actuación en Coachella 2018, Beyonce llevó unas botas Louboutin hechas a medida con flecos holográficos.[89]
- La cantante argentina, Lali Espósito en su tema diva, menciona que usa red bottoms que son los zapatos icónicos del diseñador.